# Ximena Ayala
Ximena Ayala (née le 29 décembre 1980 à Mexico) est une actrice mexicaine. Ximena Ayala a joué dans de nombreux films, notamment Parfum de violettes avec Arcelia Ramirez, Historias del Desencanto, Les vies de Célia, Mauvaises Habitudes et récemment dans Les Drôles de poissons-chats. 
Ximena Ayala a gagné l'Ariel de la Meilleure Actrice pour son interprétation de Yessica dans le film Parfum de violettes.

## Biographie
En 2006, Ximena Ayala joue dans le film La niña en la piedra, inspiré de faits réels, qui complète la trilogie portant sur le thème de la violence et entamée par les réalisateurs mexicains Maryse Sistach et José Buil Ríos avec Parfum de violettes (2001) et Manos libres (2005).
Ximena Ayala participe également au film Mauvaises habitudes (2007) de Simón Bross, avec Elena de Haro, Elisa Vicedo, Aurora Cano, Milagros Vidal et Marco Treviño.
Ximena Ayala accompagne son amie Elisa Miller au Festival de Cannes en 2007 pour présenter son court-métrage Ver llover grâce auquel Miller remporte la Palme d'Or.
En 2008, le film Les vies de Célia du réalisateur espagnol Antonio Chavarrías est projeté pour la première fois. Ximena Ayala y tient un rôle aux côtés de Aida Folch, Najwa Nimri, Daniel Giménez Cacho et Luis Tosar entre autres.
Elle participe au Festival de San Francisco avec El viaje de la Nonna de Sebastián Silva. En 2008 elle va au Festival de Cannes pour présenter Desierto adentro de Rodrigo Plá qui participe à la sélection de la Semaine de la critique. En 2009, elle fait partie de l'équipe artistique de la série Locas de amor, une production de Televisa, avec Carmen Armendáriz comme productrice et avec Francisco Franco comme réalisateur. La même année on la retrouve dans la deuxième et troisième saison de la série Capadocia, de HBO où elle incarne le personnage de « La mara ». En 2011, elle joue dans la série El encanto del águila, produite par Pedro Torres. Elle apparaît aussi dans le film Villa, itinerario de una pasión réalisé par Rafael Montero. Elle joue également dans la série sur Internet Yo también soy Marilyn qu'elle a elle-même écrite et produite et le film Los insólitos peces gato de Claudia Sainte-Luce.

## Filmographie
- 2015-2016 : Bajo el mismo cielo : Joana
- 2013 : Les Drôles de poissons-chats
- 2013 : Alguién más
- 2012 : Yo también soy Marilyn
- 2011 : El encanto del águila
- 2010 : Capadocia
- 2010 : Locas de amor
- 2009 : El brassier de Emma
- 2009 : Desierto adentro
- 2007 : El viaje de la Nonna
- 2007 : Mauvaises habitudes
- 2007 : La cadenita
- 2006 : Les vies de Célia
- 2006 : La niña en la piedra
- 2005 : Historias del desencanto
- 2003 : Viviendo a lo loco
- 2002 : Ciudades oscuras
- 2001 : Parfum de violettes
- 2001 : Historia de aves